# Comté de Hall (Texas)
Pour les articles homonymes, voir Comté de Hall.
Le comté de Hall, en anglais : Hall County, est un comté situé dans le nord de l'État du Texas aux États-Unis. Fondé le 19 novembre 1876, son siège de comté est la ville de Memphis. Selon le recensement de 2020, sa population est de 2 825 habitants.

## Géographie
Le comté a une superficie de 2 342 km2, dont 2 339 km2 en surfaces terrestres.

## Comtés adjacents
|                  | Comté de Donley | Comté de Collingsworth |
| Comté de Briscoe | comté de Hall   | Comté de Childress     |
|                  | Comté de Motley | Comté de Cottle        |

## Démographie
Lors du recensement de 2010, le comté comptait une population de 3 353 habitants. Elle est estimée, en 2017, à 3 071 habitants.

Pyramide des âges du comté de Hall (Texas) (2000).

| Groupe            | Comté de Hall | Texas | États-Unis |
| ----------------- | ------------- | ----- | ---------- |
| Blancs            | 76,2          | 70,4  | 72,4       |
| Autres            | 13,5          | 10,6  | 6,4        |
| Afro-Américains   | 7,2           | 11,9  | 12,6       |
| Métis             | 1,6           | 2,7   | 2,9        |
| Amérindiens       | 0,8           | 0,7   | 0,9        |
| Asiatiques        | 0,1           | 3,8   | 4,8        |
| Total             | 100           | 100   | 100        |
|                   |               |       |            |
| Latino-Américains | 32,4          | 37,6  | 16,7       |